# Hopman Cup 2017
|                                              |  |                                         |
| Winnares voor Frankrijk: Kristina Mladenovic |  | Winnaar voor Frankrijk: Richard Gasquet |

De Hopman Cup 2017 werd gehouden van 1 tot en met 7 januari 2017 op de hardcourtbanen van de Perth Arena in de Australische stad Perth. Het was de negenentwintigste editie van het tennistoernooi tussen landen. In dit toernooi bestaat een landenontmoeting uit drie partijen (rubbers): in het vrouwenenkelspel, mannenenkelspel en gemengd dubbelspel.
Titelverdediger was Australië. In tegenstelling tot vorig jaar (toen Australië meedeed met twee teams: Australia Gold en Australia Green) was er dit jaar één Australisch team.
In de eindstrijd won het Franse koppel Kristina Mladenovic / Richard Gasquet van de Amerikanen Coco Vandeweghe en Jack Sock. Het was de tweede titel voor Frankrijk, na een eerdere winst in 2014.
De Hopman Cup van 2017 trok 103.167 toeschouwers. Bovendien bezochten 6.000 toeschouwers de eerste open trainingssessie van Roger Federer.

## Deelnemers volgens ranking
| Nr. | Land                | Groep | Team                                  | WTA+ATP- rank1 | Resultaat  |
| --- | ------------------- | ----- | ------------------------------------- | -------------- | ---------- |
| 1.  | Australië           | B     | Darja Gavrilova / Nick Kyrgios2       | 25+13=38       | groepsfase |
| 2.  | Zwitserland         | A     | Belinda Bencic / Roger Federer        | 43+16=59       | groepsfase |
| 3.  | Verenigde Staten    | B     | Coco Vandeweghe / Jack Sock           | 36+23=59       | finale     |
| 4.  | Frankrijk           | A     | Kristina Mladenovic / Richard Gasquet | 42+18=60       | winnaars   |
| 5.  | Duitsland           | A     | Andrea Petković / Alexander Zverev    | 55+24=79       | groepsfase |
| 6.  | Spanje              | B     | Lara Arruabarrena / Feliciano López   | 66+28=94       | groepsfase |
| 7.  | Verenigd Koninkrijk | A     | Heather Watson / Daniel Evans         | 76+66=142      | groepsfase |
| 8.  | Tsjechië            | B     | Lucie Hradecká / Adam Pavlásek        | 166+75=241     | groepsfase |

1 Ranking per 26 december 2016
2 Op de vijfde toernooidag (5 januari) werd Kyrgios, wegens knieproblemen, voor hun laatste rubber (het gemengd dubbelspel) vervangen door Matthew Ebden (ATP-698).

## Groepsfase

### Groep A

#### Klassement
| Pos. | Land                    | W | V | Rubbers | Sets |
| ---- | ----------------------- | - | - | ------- | ---- |
| 1.   | Frankrijk (4)           | 3 | 0 | 7–2     | 14–6 |
| 2.   | Zwitserland (2)         | 2 | 1 | 6–3     | 14–7 |
| 3.   | Duitsland (5)           | 1 | 2 | 4–5     | 8–11 |
| 4.   | Verenigd Koninkrijk (7) | 0 | 3 | 1–8     | 4–16 |

#### Frankrijk – Duitsland
| Vlag van Frankrijk | Frankrijk 2 | Perth, Australië 2 januari 2017, 10:00 hardcourt (i) | Perth, Australië 2 januari 2017, 10:00 hardcourt (i) | Perth, Australië 2 januari 2017, 10:00 hardcourt (i) | Duitsland 1 | Vlag van Duitsland |

|   |                                                                          |                                                                          | 1   | 2   | 3 |  |
| - | ------------------------------------------------------------------------ | ------------------------------------------------------------------------ | --- | --- | - |  |
| 1 | Kristina Mladenovic Andrea Petković                                      | Kristina Mladenovic Andrea Petković                                      | 2 6 | 1 6 |   |  |
| 2 | Richard Gasquet Alexander Zverev                                         | Richard Gasquet Alexander Zverev                                         | 7 5 | 6 3 |   |  |
| 3 | Kristina Mladenovic / Richard Gasquet Andrea Petković / Alexander Zverev | Kristina Mladenovic / Richard Gasquet Andrea Petković / Alexander Zverev | 4 2 | 4 1 |   |  |

#### Zwitserland – Verenigd Koninkrijk
| Vlag van Zwitserland | Zwitserland 3 | Perth, Australië 2 januari 2017, 17:30 hardcourt (i) | Perth, Australië 2 januari 2017, 17:30 hardcourt (i) | Perth, Australië 2 januari 2017, 17:30 hardcourt (i) | Verenigd Koninkrijk 0 | Vlag van Verenigd Koninkrijk |

|   |                                                              |                                                              | 1   | 2   | 3   |  |
| - | ------------------------------------------------------------ | ------------------------------------------------------------ | --- | --- | --- |  |
| 1 | Roger Federer Daniel Evans                                   | Roger Federer Daniel Evans                                   | 6 3 | 6 4 |     |  |
| 2 | Belinda Bencic Heather Watson                                | Belinda Bencic Heather Watson                                | 7 5 | 3 6 | 6 2 |  |
| 3 | Belinda Bencic / Roger Federer Heather Watson / Daniel Evans | Belinda Bencic / Roger Federer Heather Watson / Daniel Evans | 4 0 | 4 1 |     |  |

#### Frankrijk – Verenigd Koninkrijk
| Vlag van Frankrijk | Frankrijk 3 | Perth, Australië 4 januari 2017, 10:00 hardcourt (i) | Perth, Australië 4 januari 2017, 10:00 hardcourt (i) | Perth, Australië 4 januari 2017, 10:00 hardcourt (i) | Verenigd Koninkrijk 0 | Vlag van Verenigd Koninkrijk |

|   |                                                                     |                                                                     | 1   | 2   | 3   |  |
| - | ------------------------------------------------------------------- | ------------------------------------------------------------------- | --- | --- | --- |  |
| 1 | Kristina Mladenovic Heather Watson                                  | Kristina Mladenovic Heather Watson                                  | 6 4 | 5 7 | 6 3 |  |
| 2 | Richard Gasquet Daniel Evans                                        | Richard Gasquet Daniel Evans                                        | 6 4 | 6 2 |     |  |
| 3 | Kristina Mladenovic / Richard Gasquet Heather Watson / Daniel Evans | Kristina Mladenovic / Richard Gasquet Heather Watson / Daniel Evans | 4 3 | 4 3 |     |  |

#### Zwitserland – Duitsland
| Vlag van Zwitserland | Zwitserland 2 | Perth, Australië 4 januari 2017, 17:30 hardcourt (i) | Perth, Australië 4 januari 2017, 17:30 hardcourt (i) | Perth, Australië 4 januari 2017, 17:30 hardcourt (i) | Duitsland 1 | Vlag van Duitsland |

|   |                                                                   |                                                                   | 1   | 2   | 3   |  |
| - | ----------------------------------------------------------------- | ----------------------------------------------------------------- | --- | --- | --- |  |
| 1 | Roger Federer Alexander Zverev                                    | Roger Federer Alexander Zverev                                    | 6 7 | 7 6 | 6 7 |  |
| 2 | Belinda Bencic Andrea Petković                                    | Belinda Bencic Andrea Petković                                    | 6 3 | 6 4 |     |  |
| 3 | Belinda Bencic / Roger Federer Andrea Petković / Alexander Zverev | Belinda Bencic / Roger Federer Andrea Petković / Alexander Zverev | 4 1 | 4 2 |     |  |

#### Duitsland – Verenigd Koninkrijk
| Vlag van Duitsland | Duitsland 2 | Perth, Australië 6 januari 2017, 10:00 hardcourt (i) | Perth, Australië 6 januari 2017, 10:00 hardcourt (i) | Perth, Australië 6 januari 2017, 10:00 hardcourt (i) | Verenigd Koninkrijk 1 | Vlag van Verenigd Koninkrijk |

|   |                                                                  |                                                                  | 1   | 2   | 3 |  |
| - | ---------------------------------------------------------------- | ---------------------------------------------------------------- | --- | --- | - |  |
| 1 | Andrea Petković Heather Watson                                   | Andrea Petković Heather Watson                                   | 2 6 | 6 7 |   |  |
| 2 | Alexander Zverev Daniel Evans                                    | Alexander Zverev Daniel Evans                                    | 6 4 | 6 3 |   |  |
| 3 | Andrea Petković / Alexander Zverev Heather Watson / Daniel Evans | Andrea Petković / Alexander Zverev Heather Watson / Daniel Evans | 4 2 | 4 2 |   |  |

#### Zwitserland – Frankrijk
| Vlag van Zwitserland | Zwitserland 1 | Perth, Australië 6 januari 2017, 17:30 hardcourt (i) | Perth, Australië 6 januari 2017, 17:30 hardcourt (i) | Perth, Australië 6 januari 2017, 17:30 hardcourt (i) | Frankrijk 2 | Vlag van Frankrijk |

|   |                                                                      |                                                                      | 1   | 2   | 3   |  |
| - | -------------------------------------------------------------------- | -------------------------------------------------------------------- | --- | --- | --- |  |
| 1 | Roger Federer Richard Gasquet                                        | Roger Federer Richard Gasquet                                        | 6 1 | 6 4 |     |  |
| 2 | Belinda Bencic Kristina Mladenovic                                   | Belinda Bencic Kristina Mladenovic                                   | 4 6 | 6 2 | 3 6 |  |
| 3 | Belinda Bencic / Roger Federer Kristina Mladenovic / Richard Gasquet | Belinda Bencic / Roger Federer Kristina Mladenovic / Richard Gasquet | 2 4 | 2 4 |     |  |

### Groep B

#### Klassement
| Pos. | Land                 | W | V | Rubbers | Sets  |
| ---- | -------------------- | - | - | ------- | ----- |
| 1.   | Verenigde Staten (3) | 3 | 0 | 8–1     | 17–6  |
| 2.   | Spanje (6)           | 2 | 1 | 4–5     | 10–10 |
| 3.   | Tsjechië (8)         | 1 | 2 | 3–6     | 8–14  |
| 4.   | Australië (1)        | 0 | 3 | 3–6     | 8–13  |

#### Tsjechië – Verenigde Staten
| Vlag van Tsjechië | Tsjechië 0 | Perth, Australië 1 januari 2017, 10:00 hardcourt (i) | Perth, Australië 1 januari 2017, 10:00 hardcourt (i) | Perth, Australië 1 januari 2017, 10:00 hardcourt (i) | Verenigde Staten 3 | Vlag van Verenigde Staten |

|   |                                                            |                                                            | 1   | 2   | 3   |  |
| - | ---------------------------------------------------------- | ---------------------------------------------------------- | --- | --- | --- |  |
| 1 | Lucie Hradecká Coco Vandeweghe                             | Lucie Hradecká Coco Vandeweghe                             | 4 6 | 2 6 |     |  |
| 2 | Adam Pavlásek Jack Sock                                    | Adam Pavlásek Jack Sock                                    | 5 7 | 6 3 | 3 6 |  |
| 3 | Lucie Hradecká / Adam Pavlásek Coco Vandeweghe / Jack Sock | Lucie Hradecká / Adam Pavlásek Coco Vandeweghe / Jack Sock | 4 2 | 2 4 | 1 4 |  |

#### Australië – Spanje
| Vlag van Australië | Australië 1 | Perth, Australië 1 januari 2017, 17:30 hardcourt (i) | Perth, Australië 1 januari 2017, 17:30 hardcourt (i) | Perth, Australië 1 januari 2017, 17:30 hardcourt (i) | Spanje 2 | Vlag van Spanje |

|   |                                                                    |                                                                    | 1   | 2   | 3 |  |
| - | ------------------------------------------------------------------ | ------------------------------------------------------------------ | --- | --- | - |  |
| 1 | Nick Kyrgios Feliciano López                                       | Nick Kyrgios Feliciano López                                       | 6 3 | 6 4 |   |  |
| 2 | Darja Gavrilova Lara Arruabarrena                                  | Darja Gavrilova Lara Arruabarrena                                  | 5 7 | 1 6 |   |  |
| 3 | Darja Gavrilova / Nick Kyrgios Lara Arruabarrena / Feliciano López | Darja Gavrilova / Nick Kyrgios Lara Arruabarrena / Feliciano López | 0 4 | 2 4 |   |  |

#### Verenigde Staten – Spanje
| Vlag van Verenigde Staten | Verenigde Staten 3 | Perth, Australië 3 januari 2017, 10:00 hardcourt (i) | Perth, Australië 3 januari 2017, 10:00 hardcourt (i) | Perth, Australië 3 januari 2017, 10:00 hardcourt (i) | Spanje 0 | Vlag van Spanje |

|   |                                                                 |                                                                 | 1   | 2   | 3   |  |
| - | --------------------------------------------------------------- | --------------------------------------------------------------- | --- | --- | --- |  |
| 1 | Coco Vandeweghe Lara Arruabarrena                               | Coco Vandeweghe Lara Arruabarrena                               | 6 2 | 6 4 |     |  |
| 2 | Jack Sock Feliciano López                                       | Jack Sock Feliciano López                                       | 3 6 | 6 2 | 6 3 |  |
| 3 | Coco Vandeweghe / Jack Sock Lara Arruabarrena / Feliciano López | Coco Vandeweghe / Jack Sock Lara Arruabarrena / Feliciano López | 4 3 | 3 4 | 4 3 |  |

#### Australië – Tsjechië
| Vlag van Australië | Australië 1 | Perth, Australië 3 januari 2017, 17:30 hardcourt (i) | Perth, Australië 3 januari 2017, 17:30 hardcourt (i) | Perth, Australië 3 januari 2017, 17:30 hardcourt (i) | Tsjechië 2 | Vlag van Tsjechië |

|   |                                                               |                                                               | 1   | 2   | 3   |  |
| - | ------------------------------------------------------------- | ------------------------------------------------------------- | --- | --- | --- |  |
| 1 | Nick Kyrgios Adam Pavlásek                                    | Nick Kyrgios Adam Pavlásek                                    | 7 5 | 6 4 |     |  |
| 2 | Darja Gavrilova Lucie Hradecká                                | Darja Gavrilova Lucie Hradecká                                | 6 4 | 4 6 | 4 6 |  |
| 3 | Darja Gavrilova / Nick Kyrgios Lucie Hradecká / Adam Pavlásek | Darja Gavrilova / Nick Kyrgios Lucie Hradecká / Adam Pavlásek | 4 3 | 3 4 | 2 4 |  |

#### Tsjechië – Spanje
| Vlag van Tsjechië | Tsjechië 1 | Perth, Australië 5 januari 2017, 10:00 hardcourt (i) | Perth, Australië 5 januari 2017, 10:00 hardcourt (i) | Perth, Australië 5 januari 2017, 10:00 hardcourt (i) | Spanje 2 | Vlag van Spanje |

|   |                                                                    |                                                                    | 1   | 2   | 3 |  |
| - | ------------------------------------------------------------------ | ------------------------------------------------------------------ | --- | --- | - |  |
| 1 | Lucie Hradecká Lara Arruabarrena                                   | Lucie Hradecká Lara Arruabarrena                                   | 6 2 | 6 4 |   |  |
| 2 | Adam Pavlásek Feliciano López                                      | Adam Pavlásek Feliciano López                                      | 6 7 | 4 6 |   |  |
| 3 | Lucie Hradecká / Adam Pavlásek Lara Arruabarrena / Feliciano López | Lucie Hradecká / Adam Pavlásek Lara Arruabarrena / Feliciano López | 2 4 | 1 4 |   |  |

#### Australië – Verenigde Staten
| Vlag van Australië | Australië 1 | Perth, Australië 5 januari 2017, 17:30 hardcourt (i) | Perth, Australië 5 januari 2017, 17:30 hardcourt (i) | Perth, Australië 5 januari 2017, 17:30 hardcourt (i) | Verenigde Staten 2 | Vlag van Verenigde Staten |

|   |                                                             |                                                             | 1   | 2   | 3   |                                      |
| - | ----------------------------------------------------------- | ----------------------------------------------------------- | --- | --- | --- | ------------------------------------ |
| 1 | Nick Kyrgios Jack Sock                                      | Nick Kyrgios Jack Sock                                      | 2 6 | 2 6 |     |                                      |
| 2 | Darja Gavrilova Coco Vandeweghe                             | Darja Gavrilova Coco Vandeweghe                             | 6 3 | 4 6 | 7 5 |                                      |
| 3 | Darja Gavrilova / Matthew Ebden Coco Vandeweghe / Jack Sock | Darja Gavrilova / Matthew Ebden Coco Vandeweghe / Jack Sock | 1 4 | 1 4 |     | Ebden verving Kyrgios (knieblessure) |

## Finale

### Frankrijk – Verenigde Staten
| Vlag van Frankrijk | Frankrijk 2 | Perth, Australië 7 januari 2017, 16:00 hardcourt (i) | Perth, Australië 7 januari 2017, 16:00 hardcourt (i) | Perth, Australië 7 januari 2017, 16:00 hardcourt (i) | Verenigde Staten 1 | Vlag van Verenigde Staten |

|   |                                                                   |                                                                   | 1   | 2   | 3   |  |
| - | ----------------------------------------------------------------- | ----------------------------------------------------------------- | --- | --- | --- |  |
| 1 | Richard Gasquet Jack Sock                                         | Richard Gasquet Jack Sock                                         | 6 3 | 5 7 | 7 6 |  |
| 2 | Kristina Mladenovic Coco Vandeweghe                               | Kristina Mladenovic Coco Vandeweghe                               | 4 6 | 5 7 |     |  |
| 3 | Kristina Mladenovic / Richard Gasquet Coco Vandeweghe / Jack Sock | Kristina Mladenovic / Richard Gasquet Coco Vandeweghe / Jack Sock | 4 1 | 4 3 |     |  |

## Uitzendrechten
De Hopman Cup was in Nederland en België exclusief te zien op Eurosport. Eurosport zond de Hopman Cup uit via de lineaire sportkanalen Eurosport 1 en Eurosport 2 en via de online streamingdienst, de Eurosport Player.